# ملادن دابانوفتيش
ملادن دابانوفتيش (بالسلوفينية: Mladen Dabanovič)‏ (مواليد 13 سبتمبر 1971) هو لاعب كرة قدم. يلعب مع منتخب سلوفينيا لكرة القدم. سبق له أن لعب في كأس العالم لكرة القدم مع منتخب بلاده.

## روابط خارجية
- ملادن دابانوفتيش على موقع الاتحاد الدولي (مؤرشف)  (الإنجليزية)
- ملادن دابانوفتيش على موقع قاعدة بيانات كرة القدم.إي يو (الإنجليزية)
- ملادن دابانوفتيش على موقع ناشيونال فوتبول تيمز (الإنجليزية)
- ملادن دابانوفتيش على موقع عالم كرة القدم.نت (الإنجليزية)